# ISO 22000
ISO 22000 is een standaard op het gebied van voedselveiligheid die werd ontwikkeld door de Internationale Organisatie voor Standaardisatie. Deze standaard werd afgeleid van ISO 9000 en werd gepresenteerd op 1 september 2005. De volledige naam van de standaard is ISO 22000 Voedselveiligheid managementsystemen - eisen aan een organisatie in de voedselketen.
Deze ISO-norm werd ontwikkeld met als doel een voedselveiligheidsnorm in de markt te zetten die wereldwijd geaccepteerd kan worden. ISO 22000 is toepasbaar op de gehele voedingsketen, inclusief toeleveranciers als koelhuizen, transportbedrijven, machinebouwers en producenten van verpakkingsmaterialen.
ISO 22000 vormt een middel voor op de industrie toegespitste risicoanalyse voor elke vorm van verwerking van en handel in voeding, die geïntegreerd kan worden in het ISO 9001-norm voor kwaliteitsmanagementsystemen. Er wordt van bedrijven verwacht dat ze zelf alle voor hen relevante eisen bepalen en die vervolgens hanteren. Ook de strategie die wordt gebruikt om aan deze eisen te voldoen, kan tijdens de risicoanalyse door bedrijven zelf worden bepaald.
De eisen die ISO 22000 aan een voedselveiligheids-managementsysteem stelt, bevatten de volgende elementen:
- interactieve communicatie
- systeemmanagement
- basisvoorwaardenprogramma
- HACCP-principes

Het herkennen van de positie en de rol van een organisatie in de voedingsketen is essentieel voor een effectieve interactieve communicatie die als doel heeft de consument veilig voedsel te bieden.
In ISO 22000 zijn eisen op het gebied van food defense opgenomen. Food defense is het beveiligen van de productiefaciliteit tegen opzettelijke besmettingen